# Eugène N'Zi
Pas d'image ? Cliquez ici

a Compétitions nationales et continentales officielles uniquement.

Dernière mise à jour le 4 juin 2020.
Eugène N'Zi, né le 18 octobre 1986 à Lyon, France, est un joueur ivoirien de rugby à XV évoluant au poste de troisième ligne aile au RC Narbonne. Il a joué de 2008 à 2016 avec son club formateur du Lyon OU.

## Carrière
- 2008-2016 : Lyon olympique universitaire
- 2016-2017 : USO Nevers
- 2017-2018 : Soyaux-Angoulême
- 2018-2020 : RC Narbonne

## Sélections
- France U18

## Palmarès
- Vainqueur de la Pro D2 en 2011, 2014 et 2016.